# Abdelaziz Mathari
Abdelaziz Mathari, nascido a 27 de novembro de 1922 e falecido a 20 de maio de 2004, em Tunes, é um economista e político tunisino. 

## Biografia
Formado pela HEC Paris, em 1950 fez um estágio de 18 meses no Skandinaviska Enskilda Banken, na Suécia.
Quando regressou à Tunísia, tornou-se chefe de gabinete do primeiro-ministro Habib Bourguiba. Assim que foi proclamada a independência, em 1956, fundou, a 18 de janeiro de 1957, a Société Tunisienne de Banque que dirigiu até 18 de março de 1971.
Posteriormente, tornou-se Ministro da Fazenda (26 de dezembro de 1977 - 25 de abril de 1980).
Em maio de 2014, a Société Tunisienne de Banque prestou uma vibrante homenagem a Abdelaziz Mathari pelo décimo aniversário da sua morte e honrou a sua memória dando o seu nome à sucursal na sede do banco, rebatizada de “Agência Central Abdelaziz-Mathari”. na presença da filha do falecido.